# Дашкевич-Горбацкий, Владислав Владиславович
Владисла́в Владисла́вович Дашке́вич-Горба́цкий (16 (28) августа 1879 года, Обухов, Киевская губерния, Российская империя — 7 июня 1952 года, Интинский ИТЛ, Коми АССР, РСФСР, СССР) — русский и украинский военный деятель, генерал-майор. Участник «белого» движения во время Гражданской войны в России.

## Биография
Из потомственных дворян, уроженец Киевской губернии. Православного вероисповедания. Окончил Александровское реальное училище в Кременчуге.
26.09.1897 вступил в военную службу в Московское военное училище юнкером рядового звания. С 01.04.1898 — унтер-офицер, с 07.08.1898 — младший портупей-юнкер, с 21.10.1898 — старший портупей-юнкер, с 06.12.1898 — фельдфебель.
09.08.1899, по окончании полного курса училища по 1-му разряду, был произведен из фельдфебелей в подпоручики (со старшинством в чине — с 08.08.1898), с зачислением по армейской пехоте и с прикомандированием к Лейб-гвардии Литовскому полку (г. Варшава).
29.10.1900 зачислен в Лейб-гвардии Литовский полк подпоручиком гвардии со старшинством с 09.08.1899.
В августе 1902 года командирован в Санкт-Петербург, в Николаевскую академию Генерального штаба, где, после успешной сдачи вступительных экзаменов, в октябре того же года был зачислен в младший класс Академии слушателем. 06.12.1903, за выслугу лет, был произведен в поручики гвардии (со старшинством с 09.08.1903). По окончании курса 2-х классов Академии по 1-му разряду и дополнительного курса успешно, 28.05.1905, за отличные успехи в науках, произведен в штабс-капитаны гвардии.
02.07.1905 причислен к Генеральному штабу и командирован в распоряжение начальника Штаба Главнокомандующего на Дальнем Востоке. По прибытии к месту назначения, 31.07.1905 командирован в штаб 1-й бригады 17-й пехотной дивизии для исполнения должности старшего адъютанта. В сентябре 1905 года был в командировке в Корее для производства рекогносцировок, исполняя должность старшего адъютанта Ново-Киевского отряда. Участник русско-японской войны на завершающем её этапе (с 09.07.1905 по 06.10.1905). За отлично-усердную службу и труды, понесённые во время военных действий, был награждён орденом Святого Станислава 3-й степени, а также — светло-бронзовой медалью «В память русско-японской войны».
В октябре 1905 года — командирован в штаб Варшавского военного округа для прохождения цензового командования ротой.
С 25.11.1905 по 28.11.1907 — командующий 9-й ротой  Лейб-гвардии Гренадерского полка (г. Санкт-Петербург).
28.11.1907 — переведен в Генеральный штаб с назначением на должность обер-офицера для поручений при штабе Гвардейского корпуса (г. Санкт-Петербург), с переименованием из штабс-капитанов гвардии в капитаны Генерального штаба со старшинством в чине — со дня производства в штабс-капитаны (с 28.05.1905). С 1910 года преподавал тактику в Пажеском корпусе. В августе 1912 года был в составе войск в селе Бородино по случаю 100-летнего юбилея Отечественной войны. В июне 1913 года — был в командировке в Швеции с секретной целью.
14.08.1913 назначен штаб-офицером для поручений при штабе 1-го армейского корпуса (г. Санкт-Петербург). 06.12.1913 произведен в подполковники Генерального штаба, со старшинством с 06.12.1911 и с утверждением в занимаемой должности.
На декабрь 1913 года — был холост, недвижимого родового или приобретённого имущества не имел.
Участник Первой мировой войны. 
До 10.09.1915 был в должности штаб-офицера для поручений при штабе 1-го армейского корпуса; 06.12.1914 произведен в полковники Генерального штаба (старшинством — с 06.12.1914). В дальнейшем, в войсках действующей армии, полковник Дашкевич-Горбацкий назначался:
- с 10.09.1915 — исправляющим должность начальника штаба 50-й пехотной дивизии[3];
- с 01.11.1915 — исправляющим должность начальника штаба 68-й пехотной дивизии[4] 36-го армейского корпуса (07–23 ноября 1915 временно исполнял должность начальника штаба 36-го армейского корпуса);
- с 02.02.1916 — командиром 96-го пехотного Омского полка[5] 24-й пехотной дивизии 1-го армейского корпуса (с зачислением по пехоте). 15.06.1916 был ранен (оставался в строю). За умелое командование полком и героизм, проявленный в боях 05-06 марта 1916 года, награждён Георгиевским оружием.➤
- с 09.04.1917 — начальником штаба 24-й пехотной дивизии[6], с в переводом в Генеральный штаб. 15.10.1917, за отличие по службе, произведен в генерал-майоры Генерального штаба, со старшинством в чине с 02.04.1917[7].

Участник Гражданской войны в России. 
В 1918 году Дашкевич-Горбацкий — в армии Украинской державы. Начальник Собственного Пана Гетмана Штаба. В апреле 1918 участвовал в разгоне украинской Центральной Рады. В апреле-июне 1918 — начальник штаба Вооруженных Сил Украинской державы (в украинской армии имел чин полковника, затем генерального хорунжего). В октябре 1918 возглавлял украинскую дипломатическую миссию в Румынии.
После антигетманского восстания (ноябрь 1918) был уволен из украинской армии, прибыл в Одессу. Пытался вступить в состав ВСЮР, но получил отказ генерала Деникина. В марте 1919 эмигрировал в Турцию.
Осенью 1919 прибыл из Константинополя в армию адмирала Колчака и был зачислен в резерв чинов. В ноябре 1919, после расстрела генерала Гривина, — вр.и.д. командующего Северной группы 1-й армии. Участвовал в Великом Сибирском Ледяном походе (27.05.1920 был награждён знаком отличия военного ордена «За Великий Сибирский поход»).
В 1920 году служил в должности генерала для поручений при командующем войсками Дальневосточной армии. 06.06.1920 был переведен в личное распоряжение главкома всеми вооружёнными силами Российской Восточной окраины.
С 1922 года — в эмиграции в Германии. Жил в Берлине, поддерживал связь с украинскими эмигрантами-гетманцами. В конце Второй мировой войны, после вступления Красной армии на территорию Германии, был арестован, депортирован в СССР и заключён в исправительно-трудовой лагерь (ИТЛ).
Умер в 1952 году в Интинском ИТЛ (г. Инта), в Абезьском лагере. Захоронен в посёлке Абезь бывшего Кожвинского района Республики Коми (могила № О-27).

## Претендент на белорусский престол
После гетманского переворота в окружении Скоропадского возникла идея присоединения белорусских земель к независимой украинской монархии, для чего Дашкевич-Горбацкий номинально был назначен наместником гетмана в Беларуси.
Осенью 1918 года в Киеве находилась делегация Рады Белорусской Народной Республики. Делегацию посетил православный священнослужитель отец Разумович, белорус, который до мировой войны был настоятелем Казянского уезда Дисненского уезда и деятельность которого вызывала недовольство и репрессии со стороны царских властей. Он сообщил, что генерал Дашкевич-Горбацкий хочет найти контакт с делегацией. Делегация согласилась встретиться с ним, и в ходе беседы выяснилось, какие планы у гетмана Скоропадского относительно Беларуси: из Беларуси он хотел начать собирать «русскую землю» вокруг Киева.
Приехавшие в Киев из Минска белорусы восприняли этот проект как шуточный. Они говорили, что он, как народный государь, должен сам думать о своей самодержавной власти. Эта идея, высказанная в шутку, очень нравилась Дашкевичу-Горбацкому. Он напомнил своим собеседникам Любомирского — в тот момент, когда господин Заглоба шутил о нем.

В 1921 году Антон Луцкевич писал: 
«С благословения недоброй памяти гетмана Скоропадского — накануне его политической смерти — в Киеве собралась целая община белорусских помещиков Могилевщины во главе с бароном Розеном. Эта группа вместе с гетманом Скоропадским пыталась присоединить к Украине ту часть Беларуси, которая оставалась к востоку от линии Брестского мира. Гетман уже назначил «наместника» для Белоруссии — бездарного, пустого генерала Дашкевича-Горбацкого.

## Награды
- Орден Св. Станислава 3-й степени (18.11.1905; утв. ВП 03.02.1907)
- Медаль «В память русско-японской войны» (1906)
- Черногорский Орден Князя Даниила 1-го 4-й степени (01.07.1908)
- Орден Св. Анны 3-й степени (ВП 06.12.1908)
- Медаль «В память 200-летия Полтавской битвы» (1909)
- Орден Св. Станислава 2-й степени (ВП 06.12.1911)
- Медаль «В память 100-летия Отечественной войны 1812» (26.08.1912)
- Медаль «В память 300-летия царствования дома Романовых»» (21.02.1913)
- Орден Св. Анны 2-й степени (ВП 06.12.1913)
- Орден Св. Владимира 4-й степени с мечами и бантом (ВП 05.11.1914)
- Орден Св. Владимира 3-й степени с мечами (27.04.1915)
- мечи к ордену Св. Анны 2-й степени (ВП 21.07.1915)
- мечи к ордену Св. Станислава 2-й степени (ВП 23.04.1916)
- мечи и бант к ордену Св. Анны 3-й степени (ВП 01.01.1917)
- Георгиевское оружие (ВП 12.01.1917), — …за то, что, занимая с полком позицию на линии опушки леса у Смельгинишки — г. дв. Петрики и получив приказание занять опушку названного леса и немецкую позицию на восточном берегу р. Комайки, 5-го марта 1916 года с боя овладел указанными позициями немцев и стал закрепляться. В ночь с 5-го на 6-е марта, когда немцы, произведя контр-атаку, выбили роты 1-го батальона из занятых ими окопов, полковник Дашкевич-Горбацкий, собрав отступавшие роты, подкрепил их из резерва и на рассвете лично повел их в атаку, следуя верхом непосредственно за цепью под сильным артиллерийским, ружейным и пулеметным огнем, и стремительным ударом в штыки выбил немцев. Спустя некоторое время противник, собрав превосходные силы, вновь обрушился на те же роты и вынудил их отойти; полковник Дашкевич-Горбацкий вторично собрал роты, повел их в атаку и ударом в штыки вновь выбил немцев из занятых окопов. Того же числа, около 2-х часов дня, когда немцы атаковали левый фланг полка и сбили две роты 3-го батальона, полковник Дашкевич-Горбацкий, вызвав резерв и собрав отступавших, устроил их и, следуя впереди верхом, лично повел их в атаку и после штыкового боя занял утраченные ротами окопы. После этого немцы прекратили свои атаки, и полк прочно закрепил за собой занятую им немецкую позицию.
- Знак отличия Военного ордена «За Великий Сибирский поход» 1-й степени (1920)
- Прочие знаки отличия:
  - Знак Холмского православного Свято-Богородицкого братства 3-й степени (30.08.1900)
  - Знак Николаевской академии Генерального штаба (1905)
  - Знак «В память 200-летия Кронштадтской крепости» (09.04.1907)
  - Юбилейный знак Алексеевского военного училища (1908)
  - Офицерский нагрудный знак Лейб-гвардии Литовского полка (1910)
  - Юбилейный знак Пажеского Его Императорского Величества корпуса, — № 1-й, для офицеров и классных чинов (06.06.1910)